# Macrostemum pseudodistinctum
Macrostemum pseudodistinctum är en nattsländeart som först beskrevs av G. Marlier 1965.  Macrostemum pseudodistinctum ingår i släktet Macrostemum och familjen ryssjenattsländor. Inga underarter finns listade i Catalogue of Life.